# Mino Balbi di Robecco
Paolo Girolamo „Mino“ Conte Balbi di Robecco (* 19. November 1885 in Sestri Levante; † 23. November 1964 in Genua) war ein italienischer Adeliger, Flugpionier, Fußball- und Tennisspieler.

## Leben und Karriere
Balbi di Robecco stammte aus einer Adelsfamilie, die bereits im 16. Jahrhundert in Genua dokumentiert ist und sich später im Piemont niederließ. Sein Vater war der Maler Cesare Balbi di Robecco.
Er spielte zunächst vornehmlich Fußball für den CFC Genua, wo er als Torwart und Mittelfeldspieler eingesetzt wurde. Das Team gewann Anfang den 20. Jahrhunderts mehrmals die italienische Meisterschaft, Balbi di Robecco war aber fast nur in der zweiten Mannschaft aktiv und gewann mit ihr 1904 die Meisterschaft in der zweiten Liga. 1905 gab er sein Debüt für die erste Mannschaft, kam dort aber nur zu zwei Einsätzen. Nach fünf Saisons verließ er das Team und legte seinen Fokus auf andere Dinge.
Im Jahr 1909 beauftragte Balbi di Robecco die Werft von Ugo Costaguta im genovesischen Stadtteil Voltri mit dem Bau eines Eindeckers, basierend auf einem von ihm selbst entworfenen Projekt. Das Flugzeug, das Anfang 1910 fertiggestellt wurde, erhielt den Namen „Issione“, benannt von seinem Freund, dem Dichter Mario Maria Martini. Es verfügte über eine dreieckige Rumpfstruktur und war mit einem 24-PS-Anzani-Motor ausgestattet. Mit einem Preis von 15.000 Lire gehörte dieses Flugzeug zu den ersten in Italien gebauten Maschinen.
Balbi di Robecco brachte die „Issione“ zum Flughafen von Cameri, wo der Ingenieur Clovis Thouvenot eine Flugschule gegründet hatte. Obwohl das Flugzeug, insbesondere der Motor, einige Probleme aufwies, nutzte Balbi es weiterhin für seine Flüge. Damit war Balbi di Robecco einer der frühen Pioniere der italienischen Luftfahrtgeschichte.
Der Italiener spielte für den Tennis Club Genova 1893 Tennis. Auf nationaler Ebene gewann er neunmal die italienischen Tennismeisterschaften: 1914, 1921, 1926 und 1927 im Einzel und 1914, 1020 bis 1922 und 1926 im Doppel. Er trat über den Zeitraum von 1911 bis 1947 bei Turnieren in Erscheinung und gewann auch internationale Titel wie den Capri Watch Cup 1914 oder den Vorgänger des Monte Carlo Masters 1922 gegen den Franzosen Alain Gerbault. Bei den Hartplatz-Weltmeisterschaften 1922 schied er in der ersten Runde aus, genauso wie im selben Jahr in Wimbledon, als er seine Teilnahme kurz vor Beginn noch zurückzog. Beim Turnier in Roland Garros unterlag er in der dritten Runde Vincent Richards deutlich. Am bekanntesten wurde Balbi di Robecco durch die Teilnahme an den 1920 in Antwerpen ausgetragenen Olympischen Sommerspiele. Im Einzel verlor er nach dem Sieg über José Miguel Fernández de Liencres gegen Oswald Turnbull in fünf Sätzen. Im Doppel trat er mit Cesare Colombo an. Zusammen schieden sie nach einem Auftaktsieg erneut gegen Turnbull in vier Sätzen aus, der mit Max Woosnam spielte. Die Paarung gewann später auch zusammen die Goldmedaille. 1922 und 1923 war Balbi di Robecco bei den beiden ersten Teilnahmen Italiens für das Davis-Cup-Team im Einsatz. Er verlor alle seine drei Matches.
Ab 1936 nahm Balbi di Robecco nur noch selten an Turnieren teil. Er starb 1964 in seiner Heimat in Genua.